# Estnisch-portugiesische Beziehungen
Die estnisch-portugiesischen Beziehungen umfassen die bilateralen Beziehungen zwischen Estland und Portugal. Die Länder gingen nach der estnischen Unabhängigkeit 1918 erstmals diplomatische Beziehungen ein, die seit der Wiederherstellung der Unabhängigkeit Estlands 1991 wieder ununterbrochen bestehen.
Die Beziehungen gelten als freundschaftlich und problemfrei. Die gemeinsame Mitgliedschaft in EU und NATO sind die wichtigsten Verbindungselemente, zudem sind Estland und Portugal Partner u. a. in der Organisation für wirtschaftliche Zusammenarbeit und Entwicklung, im Europarat, in der Organisation für Sicherheit und Zusammenarbeit in Europa und in der Europäischen Weltraumorganisation. Sie gehören beide der Eurozone und dem Schengen-Raum an.
Historisch war die dauerhafte portugiesische Nichtanerkennung der sowjetischen Annexion Estlands ab 1940 ein wesentlicher Faktor der freundschaftlichen Beziehungen. Neben den politischen Beziehungen und gemeinsamen NATO-Manövern auch im Baltikum sind heute die wachsenden Handelsbeziehungen und der vielseitige Kulturaustausch wesentliche Verbindungspunkte der beiden Seenationen. Selbst die große Entfernung zwischen den beiden Ländern dient gelegentlich als Verbindungsglied. So liegt einer der östlichsten Leuchttürme der EU in Estland (Leuchtturm von Narva-Jõesuu) und der westlichste in Portugal (Farol do Albarnaz auf der Azoreninsel Flores). Eine Ausstellung unter dem Titel „Estonia as a Maritime Country: Estonian Lighthouses“ wurde dazu im Mai 2013 von Estlands Botschafter in Portugal, Marin Mõttus, in Ponta Delgada, der Hauptstadt der Azoren eröffnet.

## Geschichte

### Von 1918 bis 1991

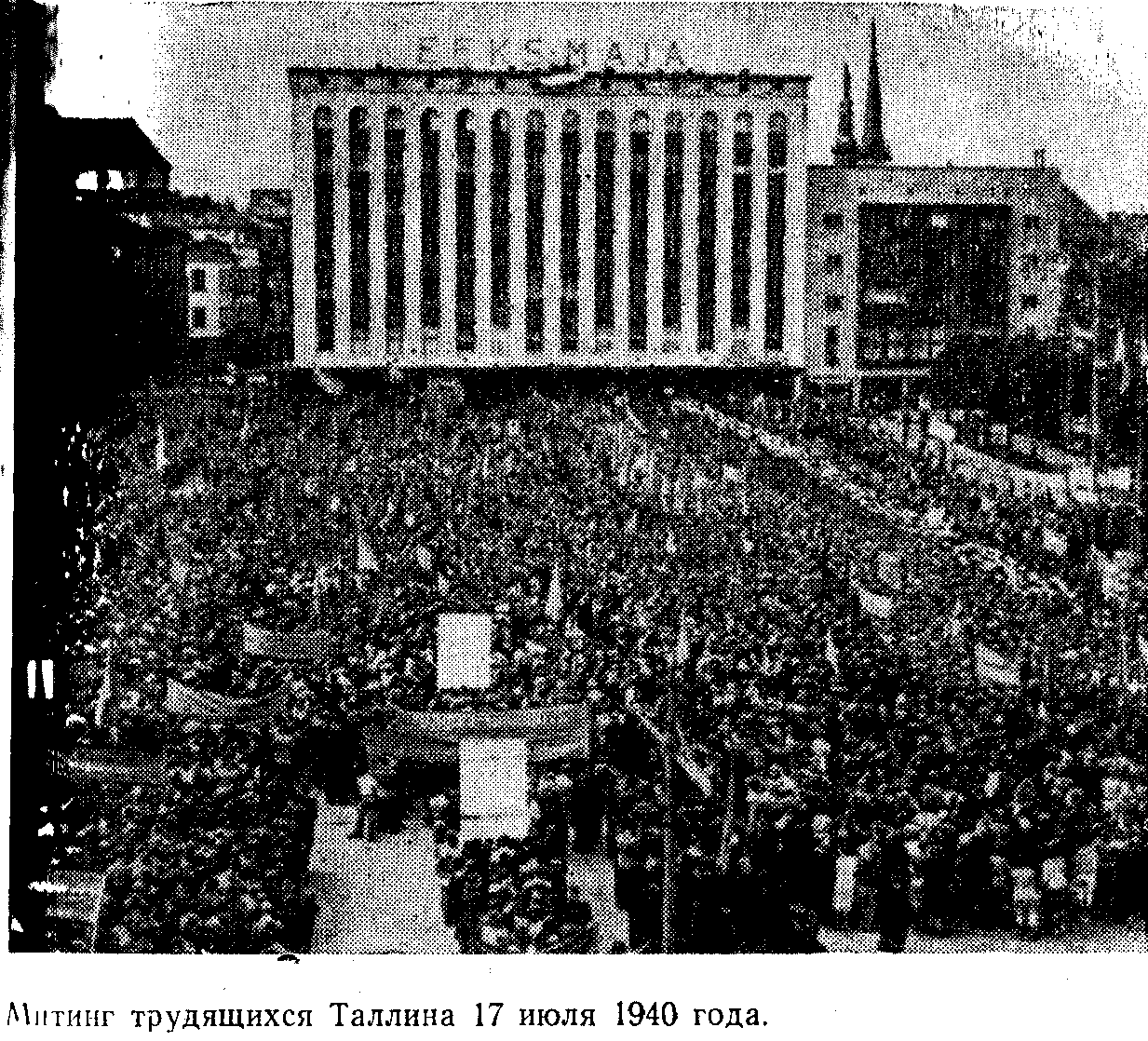
Pro-sowjetische Kundgebung am 17. Juli 1940 in Tallinn nach der Scheinwahl und dem folgenden Anschluss an die Sowjetunion: Portugal erkannte die Eingliederung Estlands in die Sowjetunion bis zu ihrem Ende 1991 nicht an

Estland wurde 1918 erstmals unabhängig. Die 1910 ausgerufene Portugiesische Republik erkannte die Republik Estland am 3. Februar 1918 de facto an. Im Zusammenhang mit dem Beitritt Estlands zum Völkerbund 1921 erkannte Portugal die Republik Estland am 3. Februar 1921 auch de jure an.
Nach der Annexion Estlands durch die Sowjetunion 1940 wurden die Beziehungen durch die portugiesisch-sowjetischen Beziehungen bestimmt.
Das semifaschistische, stark antikommunistisch ausgerichtete Salazar-Regime Portugals erkannte diese Annexion nicht an. Auch nach der Nelkenrevolution 1974 und dem folgenden Ende seines antikommunistischen Estado Novo-Regimes erkannte Portugal die Zugehörigkeit Estlands zur Sowjetunion zu keinem Zeitpunkt offiziell an. So untersagte der konservative portugiesische Premierminister Aníbal Cavaco Silva noch 1987 bei einem Besuch portugiesischer Parlamentarier in die Sowjetunion den Angeordneten einen Besuch Estlands.

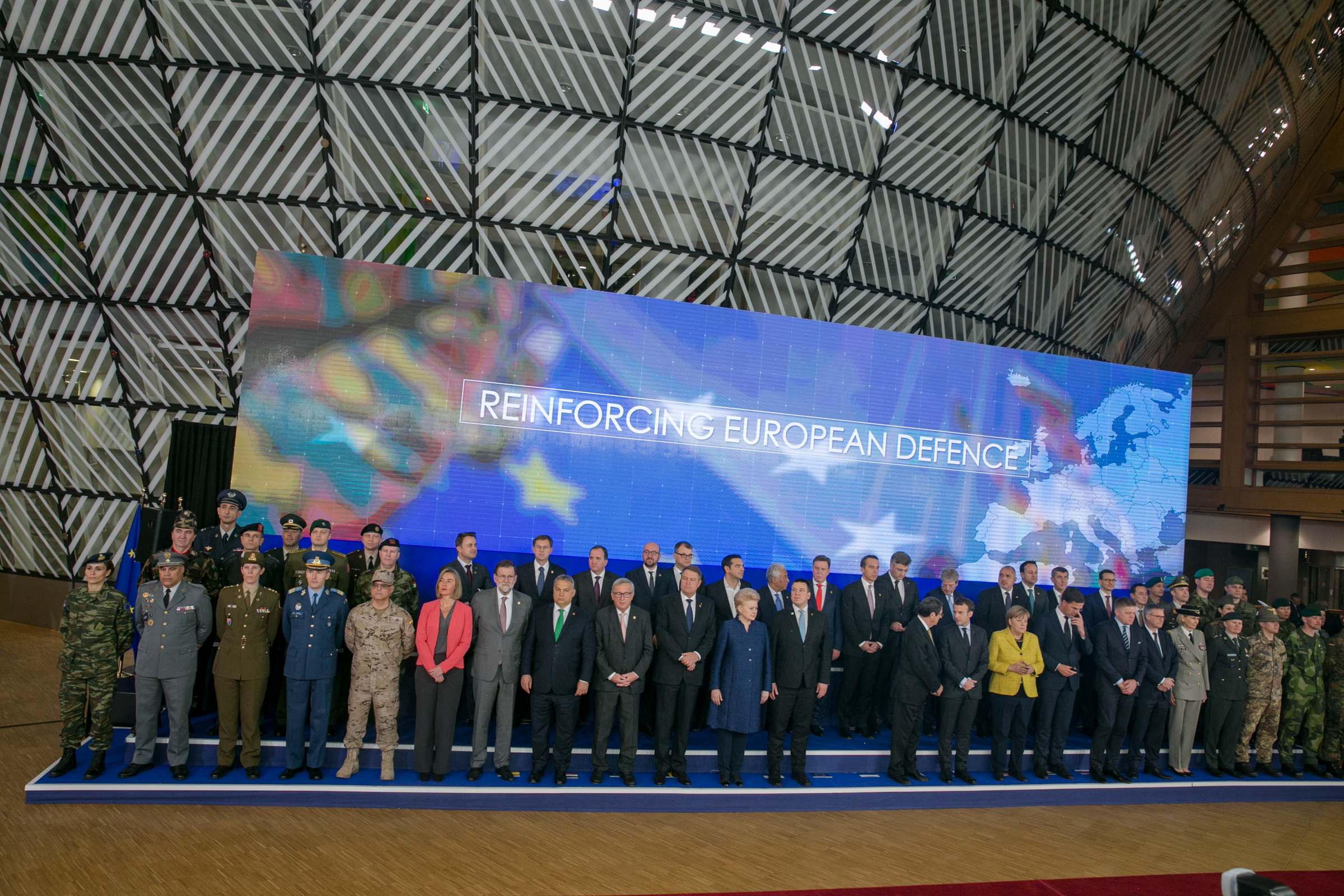
EU-Treffen 2017 in Estland: insbesondere seit dem Beitritt Estlands zur EU 2004 sind Estland und Portugal Partner in einer Vielzahl multilateraler Organisationen

Nach dem Zerfall der Sowjetunion 1991 erklärte Estland im gleichen Jahr seine vollständige erneute Unabhängigkeit. Da Portugal die Zugehörigkeit Estlands zur Sowjetunion nie anerkannt hatte, sprach es der Erneuerung der estnischen Unabhängigkeit seine Anerkennung durch eine einfache Erklärung am 27. August 1991 aus.

### Seit 1991
Am 1. Oktober 1991 nahmen die beiden Länder diplomatische Beziehungen auf. Jorge Alberto Lemos Godinho, Portugals Botschafter in Finnland, doppelakkreditierte sich am 4. März 1993 als erster portugiesischer Botschafter in Tallinn. Andres Tomasberg, seit 1996 Leiter der neu eröffneten Botschaft Estlands in Lissabon, akkreditierte sich 1997 bei Portugals Präsident Jorge Sampaio als erster estnischer Botschafter in Portugal.
Im Zuge der folgenden Annäherung Estlands an die EU, der Portugal seit 1986 angehört, und an das westliche Verteidigungsbündnis NATO, das Portugal 1949 mitbegründete, näherten sich auch Portugal und Estland weiter an. Sie schlossen am 10. Mai 2000 in Lissabon ein bilaterales Abkommen im Tourismussektor, dem am 21. Mai 2001 dort ein bilaterales Verkehrsabkommen für Personen und Waren folgte.

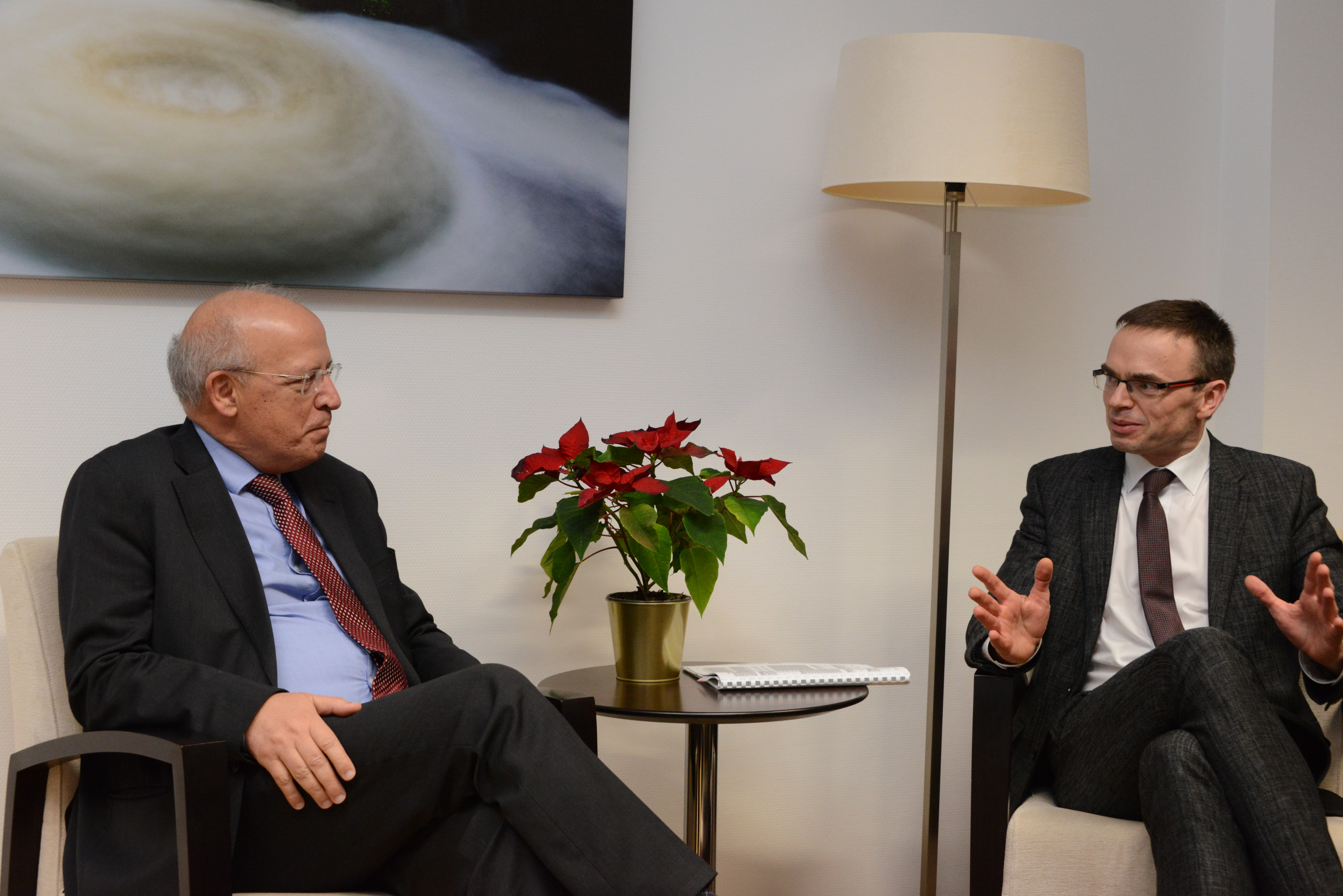
Treffen des estnischen Außenministers Sven Mikser und seines portugiesischen Amtskollegen Augusto Santos Silva am 22. Januar 2018 in Tallinn: die Beziehungen gelten als freundschaftlich und problemfrei

Am 12. Dezember 2003 unterzeichneten beide Länder in Tallinn ein umfangreiches bilaterales Kooperationsabkommen in den Bereichen Sprache, Bildung, Kultur, Wissenschaft und Technologie, zudem über Kooperation in den Bereichen Jugend, Sport und Medien. Auch ein Doppelbesteuerungsabkommen und Vereinbarungen zur Verhinderung von Steuerflucht wurden dabei beschlossen.
2005 eröffnete auch Portugal eine eigene Botschaft in Tallinn. Im Zuge der rigiden und umfassenden Sparpolitik in Portugal nach der Eurokrise, die das Land ab 2010 in eine tiefe Wirtschaftskrise stürzte, schloss Portugal 2012 seine Botschaft in Estland wieder, das seither erneut zum Amtsbezirk des portugiesischen Botschafters in Finnland gehört.
Die bilateralen Beziehungen erfahren dessen ungeachtet weiterhin eine stetige Intensivierung, die sich auch in regelmäßigen gegenseitigen Staatsbesuchen zeigt. Zuletzt besuchte die estnische Staatspräsidentin Kersti Kaljulaid im April 2019 Portugal, Estlands Premierminister Jüri Ratas besuchte Portugal 2017 zuletzt. Als letzter portugiesischer Regierungschef besuchte José Sócrates Estland Ende 2007. Daneben finden fortgesetzt eine Vielzahl gegenseitige Besuche auf Minister- und Staatssekretärsebene statt (Stand Juli 2019).

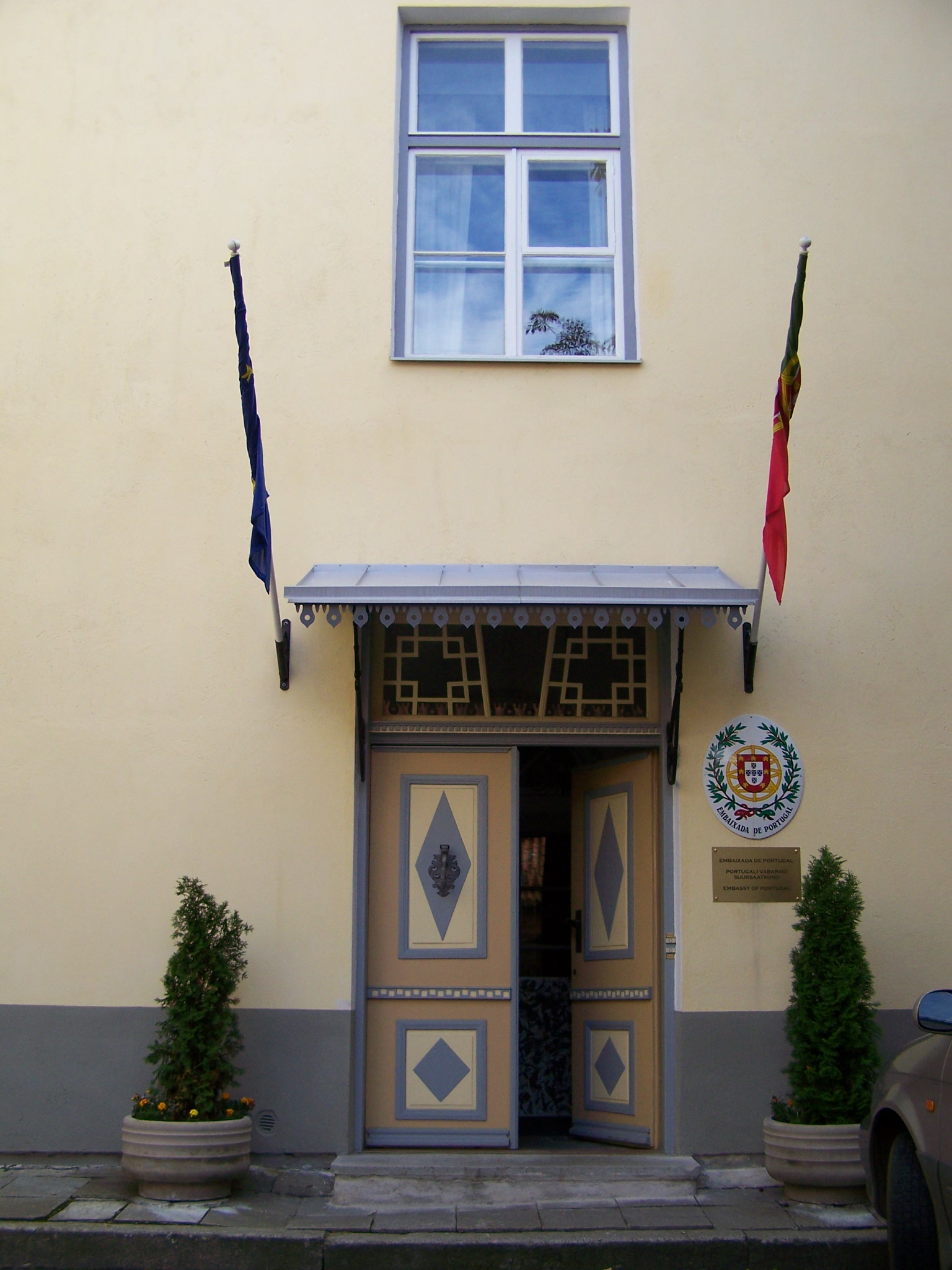
Die Botschaft Portugals in Tallinn. Sie wurde 2012 geschlossen, im Zuge der Sparpolitik Portugals nach der Eurokrise

## Diplomatie
Estland unterhält eine Botschaft in der portugiesischen Hauptstadt Lissabon. Estnische Konsulate sind in Portugal nicht eingerichtet.
Portugal unterhält seit 2012 keine eigene Botschaft mehr in Estland, das seither zum Amtsbezirk des portugiesischen Botschafters in der finnischen Hauptstadt Helsinki gehört. Auch Konsulate hat Portugal in Estland nicht eröffnet (Stand 2018).

## Städtepartnerschaften
Nach dem EU-Beitritt Estlands 2004 gingen das estnische Haapsalu und das portugiesische Fundão die erste estnisch-portugiesische Städtefreundschaften ein. Im Rahmen der europäischen Initiativen Douzelage und European Charter – Villages of Europe kamen noch im gleichen Jahr zwei weitere dazu.

## Migration
228 Esten waren im Jahr 2018 in Portugal gemeldet, die meisten im Großraum Lissabon (108) und an der Algarve (38). Die Summe ihrer Rücküberweisung betrug 450.000 Euro.
Im gleichen Jahr waren 204 portugiesische Staatsbürger in Estland registriert. Sie überwiesen 60.000 Euro zurück.

## Wirtschaft

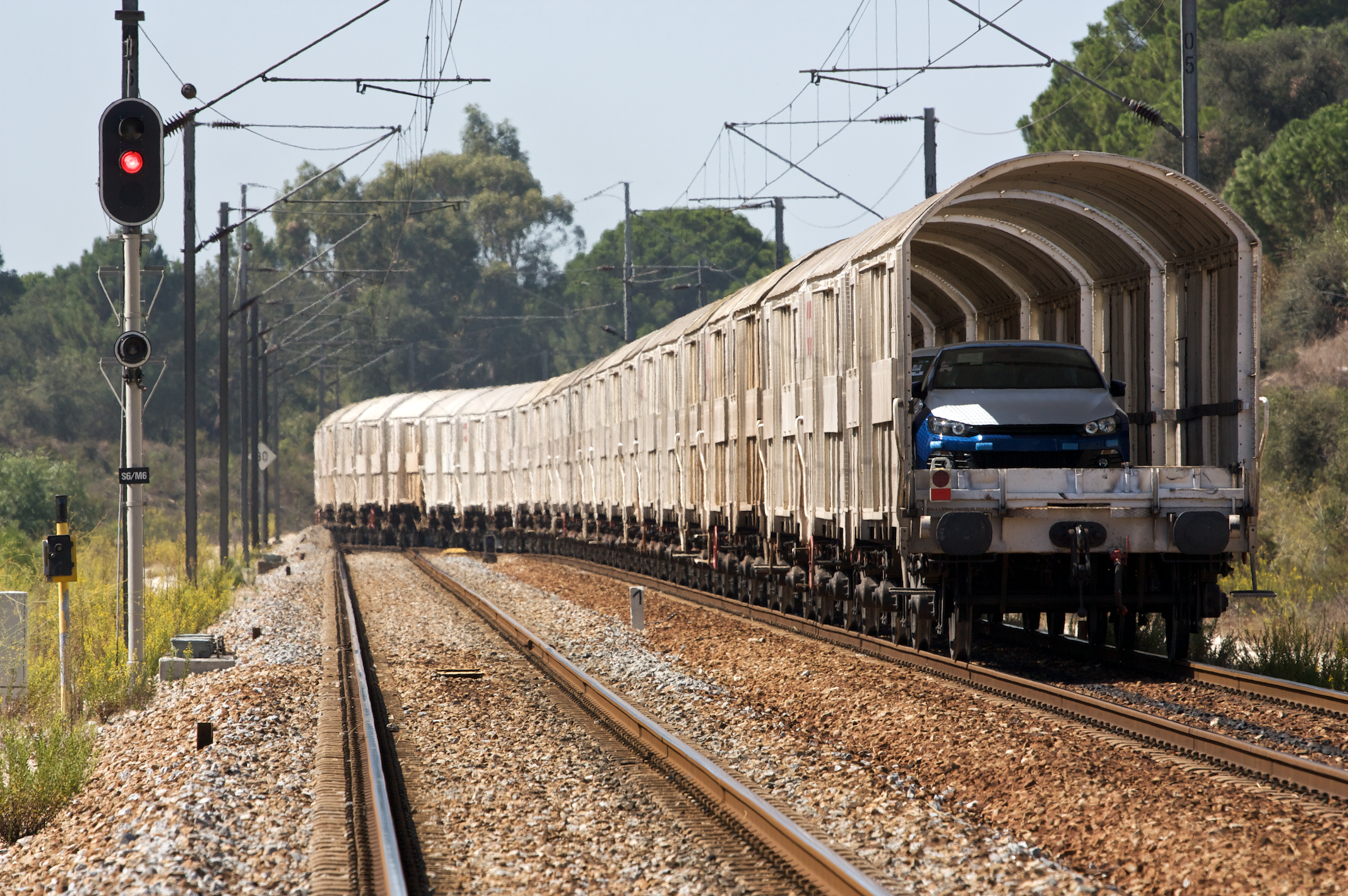
Transportzug aus der Autoeuropa-Fabrik: Fahrzeuge und Fahrzeugteile sind das wichtigste Einzelexportgut Portugals nach Estland

Die portugiesische Außenhandelskammer AICEP hat keine Niederlassung in Estland, zuständig ist das AICEP-Kontaktbüro an der finnischen Botschaft Portugals in Helsinki.
Im Jahr 2016 waren 481 portugiesische Unternehmen im Handel mit Estland tätig./>
Im Jahr 2016 führte Estland Güter im Wert von 23,0 Mio. Euro aus Portugal ein (2015: 20,9 Mio., 2014: 28,5 Mio., 2013: 29,2 Mio., 2012: 23,2 Mio.), davon 13,6 % Fahrzeuge und Fahrzeugteile, 12,0 % Maschinen und Geräte, 9,5 % Metallwaren, 9,2 % textile Stoffe, 8,3 % Kunststoffe und Gummi, und 7,8 % Papier und Zellulose.
Im gleichen Zeitraum importierte Portugal aus Estland Waren im Wert von 24,7 Mio. Euro (2015: 23,2 Mio., 2014: 16,0 Mio., 2013: 19,6 Mio., 2012: 13,4 Mio.), davon 16,4 % Holz und Kork, 15,5 % Metallwaren, 12,3 % Maschinen und Geräte, 8,7 % Lebensmittel, 7,5 % chemisch-pharmazeutische Produkte, und 7,1 % landwirtschaftliche Erzeugnisse.
Damit stand Estland im Außenhandel Portugals an 73. Stelle als Abnehmer und an 76. Stelle als Lieferant. Im estnischen Außenhandel stand Portugal an 56. Stelle als Abnehmer und an 46. Stelle als Lieferant.

## Kultur

### Institutionen und Sprache
Das staatliche portugiesische Kulturinstitut Instituto Camões unterhält u. a. ein Sprachzentrum und ein Lektorat an der Universität Tallinn und ein Sprachzentrum an der Universität Tartu. Das estnische Pendant Eesti Instituut unterhält keine Vertretung in Portugal, über die Botschaft Estlands werden dennoch kulturelle Aktivitäten wie Ausstellungen, Konzerte und Kooperationen in Portugal veranstaltet, initiiert oder gefördert.
Portugiesische Hochschulen sind bei estnischen Studenten innerhalb des Erasmus-Programms sehr beliebt. Aufgrund des 2006 geschlossenen Kooperationsabkommens mit dem Instituto Camões können zudem estnische Studenten der beiden Universitäten Tartu und Tallinn Stipendien für ein Sprachstudium in Portugal erhalten.
2007 erschien ein erstes Estnisch-Portugiesisches Wörterbuch.
2002 wurde mit der Lissabonner Estland-Gesellschaft eine kulturell ausgerichtete Freundschaftsgesellschaft gegründet.

### Ausstellungen, Musik
Eine unüberschaubare Zahl von Ausstellungen estnischer und portugiesischer Künstler finden fortgesetzt im jeweils anderen Land statt, zum Teil auch in gemeinsamen Schauen, etwa die Ausstellung “Border City” von 17 estnischen und 17 portugiesischen Juwelier-Künstlern in der städtischen Galerie von Tallinn 2011 und im Instituto Camões in Lissabon 2012.
Silvester 2016 führte das Orquestra Gulbenkian und der Gulbenkian-Chor das Werk Te Deum des Esten Arvo Pärt in der prachtvollen Kirche São Roque in Lissabon auf. Auch Musiker aus Estland treten häufig allein oder im Rahmen von Projekten in Portugal auf. Dazu zählt das gemeinsame Konzert von Kammermusikern der Estnischen Musikakademie und der Lissabonner Musikhochschule im Lissabonner Teatro Tália im Februar 2018, zum 100-jährigen Jubiläum der ersten estnischen Unabhängigkeit 1918.

### Film
Zum 100-jährigen Jubiläum der estnischen Unabhängigkeit war das Land Themenschwerpunkt beim Filmfestival Monstra im März 2018 in der portugiesischen Hauptstadt.
Beim International Filmfestival von Estoril im November 2007 wurde der estnische Regisseur Veiko Õunpuu für Herbstball (Sügisball) von der Jury ausgezeichnet. Der Film kam im Juli 2008 in die Kinos in Portugal, wo er sechs Wochen lief. Beim Estoril-Filmfestival im November 2008 wurde mit Kersti Uibo erneut ein Regisseur aus Estland ausgezeichnet, wo sein FilmVaikelu naisega eine lobende Erwähnung erhielt.
2011 wurde erstmals in Portugal das Theaterstück Fegefeuer nach Sofi Oksanens Drama aufgeführt, im Teatro Alberto in Lissabon.

## Sport

### Fußball

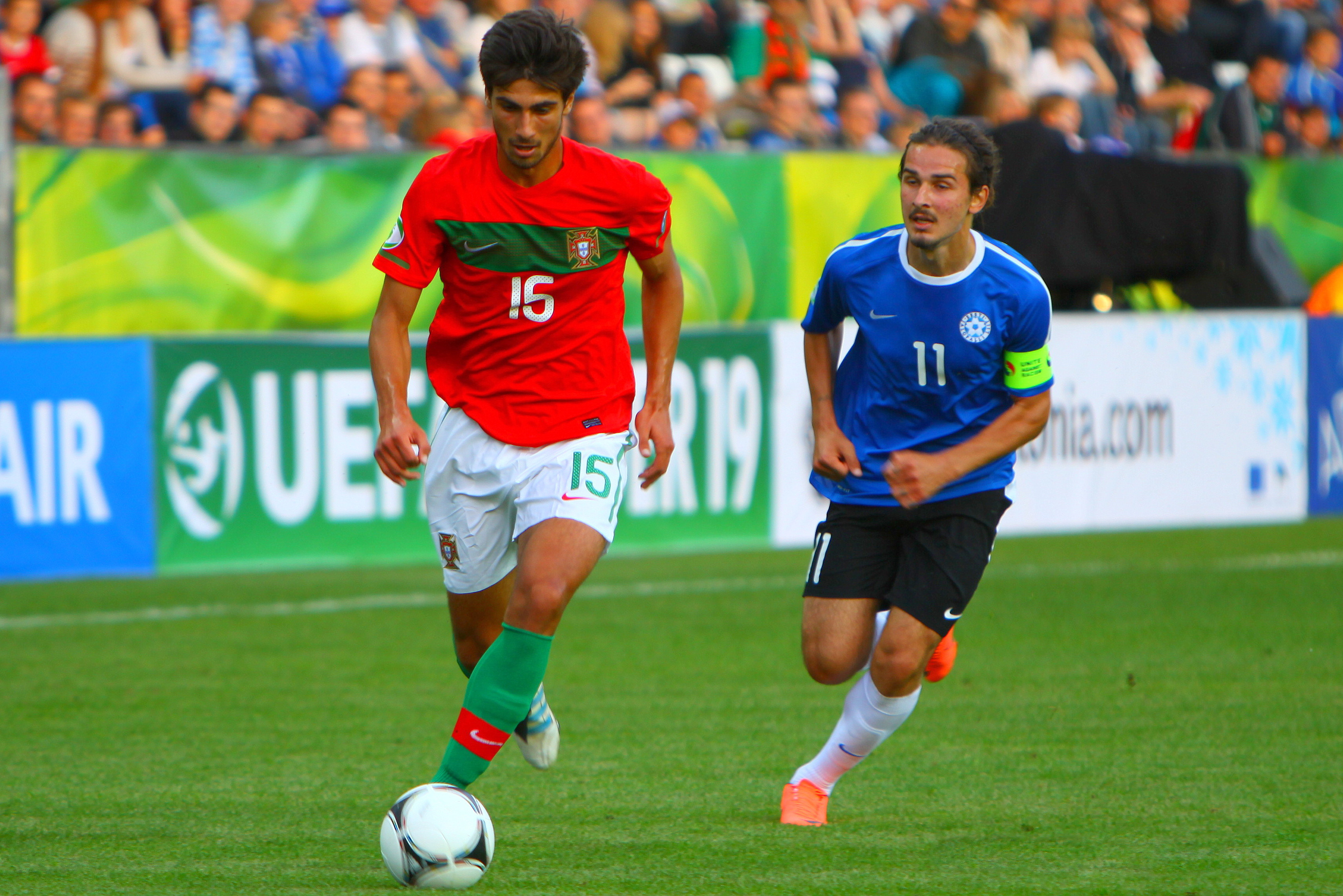
Portugals André Gomes und Estlands Karl-Eerik Luigend im Zweikampf bei der U-19-EM 2012 in Estland: im Jugendbereich trafen die Fußballnationalmannschaften beide Länder bereits häufiger aufeinander

Die estnische Fußballnationalmannschaft und die portugiesische Nationalelf der Männer spielten bisher acht Mal gegeneinander (Stand Juli 2019). Erstmals trafen sie am 5. September 1993 in Tallinn aufeinander, das Qualifikationsspiel zur WM 1994 endete 2:0 für Portugal. Insgesamt gewann Portugal sieben Begegnungen, einmal trennte man sich unentschieden. Bei der EM 2004 in Portugal war Estland nicht vertreten.
Estnische Spieler laufen nur selten für portugiesische Vereine auf, darunter Nationalspieler Vjatšeslav Zahovaiko, der 2010/11 für União Leiria spielte.
Die estnische Fußballnationalmannschaft der Frauen und die portugiesische Frauennationalmannschaft trafen bisher noch nicht aufeinander. Beim portugiesischen Algarve-Cup waren die Estinnen bislang noch nicht vertreten (Stand Juli 2019).

### Andere
Beim wichtigsten portugiesischen Tennisturnier für Frauen, das WTA Oeiras (Portugal Open), gewann 2012 die Estin Kaia Kanepi, 2003 war dort bereits Maret Ani im Doppel bis ins Finale vorgedrungen, konnte das Finale jedoch nicht gewinnen.
Der Este Ott Tänak gewann die Rallye Portugal 2019.
Die estnische Handball-Nationalspielerin Alina Molkova spielt seit 2022 für den portugiesischen Spitzenklub Benfica Lissabon.
Bei den Ruder-Europameisterschaften 2010 im portugiesischen Montemor-o-Velho endeten beide mit jeweils einer Silber- und einer Bronzemedaille auf dem 12. Platz.